# Jüdischer Friedhof (Lichtenau)

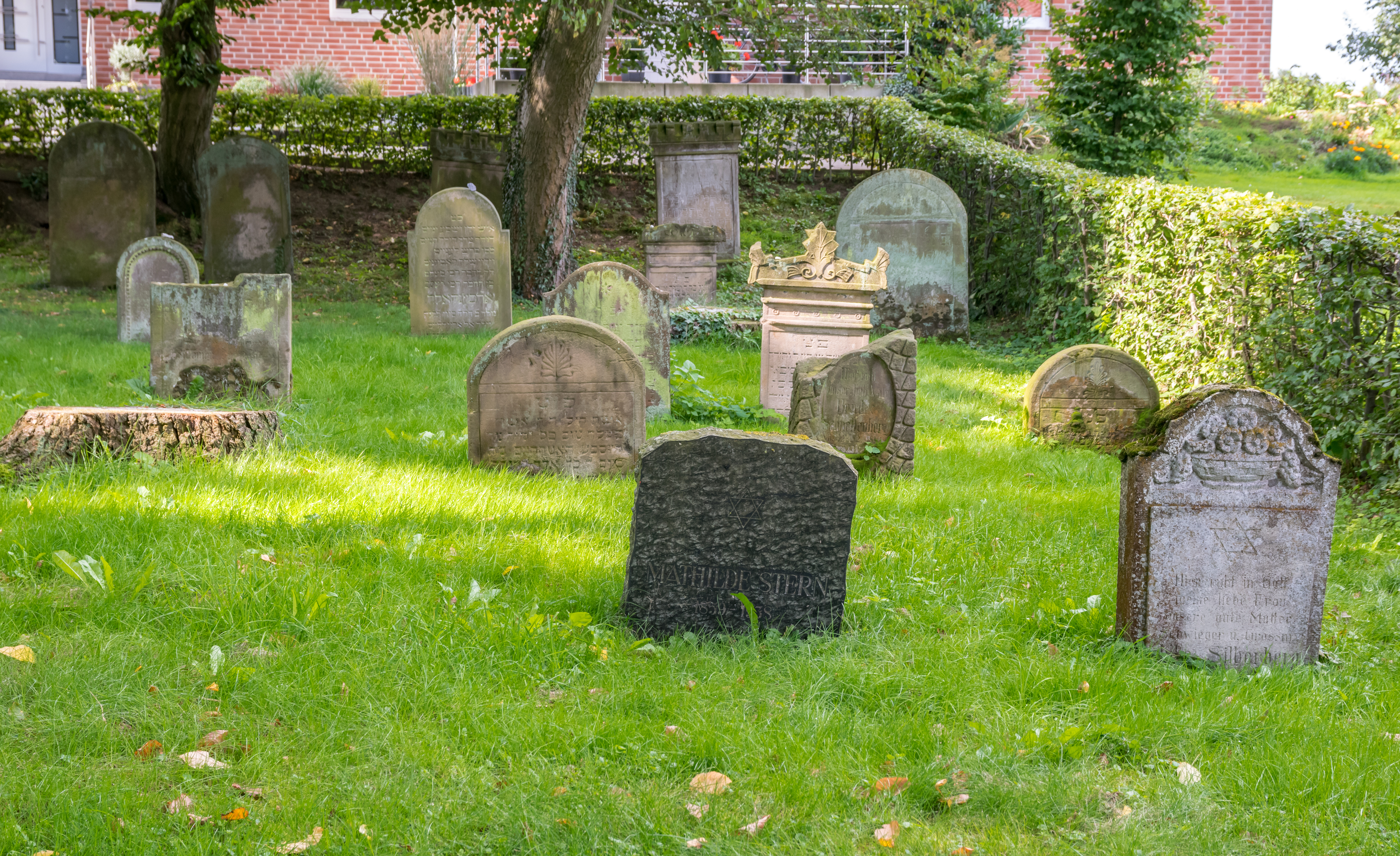
Mazewot auf dem jüdischen Friedhof

Der Jüdische Friedhof Lichtenau befindet sich in der Stadt Lichtenau im Kreis Paderborn in Nordrhein-Westfalen. Als jüdischer Friedhof ist er ein Baudenkmal und seit dem 5. Dezember 1988 unter der Denkmalnummer 10 in der Denkmalliste eingetragen. Auf dem Friedhof in der Simon-Archenhold-Straße, der von 1772 bis 1938 belegt wurde, sind 45 Grabsteine erhalten. 

## Alter jüdischer Friedhof
Auf dem alten jüdischen Friedhof, der ehemals vor der Stadtmauer im Bereich der Glockenstraße lag, befinden sich keine Grabsteine mehr. Dieser Friedhof wurde vom 17. Jahrhundert bis etwa 1772 belegt. Im Jahr 1920 wurde er von der Synagogengemeinde an Privatpersonen verkauft. In den 1930er Jahren wurden einige der noch existenten Grabsteine auf den neuen Friedhof in Lichtenau (siehe oben) verbracht, wo sie heute jedoch nicht mehr zu finden sind.